# Letícia Izidoro
Letícia Izidoro Lima da Silva, oder mit Spitznamen auch Letícia oder Lelê (* 13. August 1994 in Oswaldo Cruz, Rio de Janeiro), ist eine brasilianische Fußballtorhüterin.

## Karriere

### Verein
Nachdem sie 2012 für Vitória das Tabocas aktiv gewesen war, schloss sie sich für das Jahr 2013 dem Avaí FC an. Im nächsten Jahr war sie dann bei São José und 2015 bei Centro Olímpico.
Beim Draft im Jahr 2016 wurde sie schließlich an Corinthians vergeben. Zuerst als Teil der Mannschaft von Grêmio Osasco Audax war sie später bis Anfang 2021 im Klub.
Danach wechselte sie erstmals nach Europa und schloss sich so im Januar 2021 Benfica Lissabon an. Nachdem ihr mit der Mannschaft die Meisterschaft gelungen war, kehrte sie im Februar 2022 wieder nach Brasilien zurück und ist seitdem wieder zurück bei Corinthians.

### Nationalmannschaft
Mit der brasilianischen U17 nahm sie an der Weltmeisterschaft 2010 teil. Später nahm sie mit der U20 auch noch an der Weltmeisterschaft 2012 und 2014 teil.
Bei der Weltmeisterschaft 2015 wurde sie für den Kader der A-Nationalmannschaft nominiert. Kam dort aber als Ersatztorhüterin nicht zum Einsatz. Bei dem Vier-Nationen-Turnier in Brasilien im Jahr 2015 soll sie bei einem 11:0-Sieg über Trinidad und Tobago zur zweiten Halbzeit für Bárbara eingewechselt worden sein. Auch bei weiteren Freundschaftsspielen und Einladungsturnieren saß sie mit bei der Mannschaft aber in der Regel auf der Bank. Erst bei der Copa América 2018 kam sie zu ihrem ersten Turniereinsatz, als sie im letzten Spiel gegen Kolumbien kurz vor Ende eingewechselt wurde. Am Ende gewann ihre Mannschaft dann das Turnier. Danach war sie auch wieder im Kader bei der Weltmeisterschaft 2019, kam jedoch erneut nicht zu einem Einsatz. Auch beim Olympiaturnier der Spiele 2020 war sie dabei, konnte hier aber auch nicht ihre Reservistenrolle abwerfen.
Erst ab Herbst 2021 kam sie dann vermehrt in Freundschaftsspielen und Einladungsturnier zum Einsatz. So war sie dann auch beim Finalissima 2023 über die komplette Spielzeit auf dem Platz.
Am 27. Juni 2023 wurde sie für den finalen Kader bei der Weltmeisterschaft 2023 nominiert. Dort bekam sie beim 4:0-Auftaktsieg über Panama auch erstmals einen Einsatz bei einer WM.

## Erfolge
Nationalmannschaft:
- Südamerikameisterin: 2018

Verein:
- CONMEBOL Copa Libertadores: 2023, 2024
- Copa Libertadores: 2017, 2019
- Brasilianische Meisterin: 2018, 2020, 2022, 2023, 2024
- Staatsmeisterin von São Paulo: 2023